# Mangalia
Mangalia (törökül: Mankalya) város Romániában, Dobrudzsa vidékén, Constanța megyében, a Fekete-tenger partján. Lakóinak száma 40 150, melynek majdnem tizede török vagy tatár nemzetiségű és muszlim vallású. Fontos tengerparti üdülőhely és kikötő. A hozzá tartozó települések: Cap Aurora, Jupiter, Neptun, Olimp, Saturn és Venus.

## Fekvése
A település az ország délkeleti részén helyezkedik el, negyvenkét kilométerre délre a megyeszékhelytől, Konstancától, a Fekete-tenger partján. Északi részén a Saturn-tó, a város déli részén pedig a Limanu-tó található.

## Története
A város eredeti neve idősebb Plinius szerint kezdetben Cerbatis vagy Acerbatis volt, ez a görögöket megelőző lakosságtól, valószínűleg a dóroktól származik. Az időszámításunk előtti 4. századból fennmaradt szövegek már Kallatis-nak említik, későbbi latin írásmódja Callatis lett. Az időszámításunk előtti 4. század második felében a település virágzásnak indult, erről a jelentős építészeti alkotások és az ekkor kezdődő ezüstpénzverés is tanúskodik. A század végén a város egy makedónellenes felkelés központja lett, ami arra enged következtetni, hogy politikailag is az egyik legjelentősebb település volt ebben a korban a fekete-tengeri görög kolóniák között.
Az időszámításunk előtti 2. században itt született Isztrosz görög gramatikus. időszámításunk előtt 180-ban a város sikeresen ellenállt a trákok támadásának, 100 évvel később azonban kényszerült elismerni a növekvő Római Birodalom fennhatóságát. Később ugyan még egyszer kivívta önállóságát, a többi pontoszi kolóniával együtt, de időszámításunk előtt 29-28-ban végérvényesen behódolt a római birodalomnak és Moesia Inferior provincia része lett.
A rómaik idején itt volt a tengerpart legerősebb castruma, amely a régi Tomis városától délre az egész tartomány védelmét biztosította. Az egykori római erődítmény maradványai a mai napig fennmaradtak, a téglalap alapú vár faragott kőből épült, hosszanti oldalai észak-dél irányúak, a falak vastagsága megközelítette a két métert. A vár többször elpusztult, de újjá is építették, hogy védelmet biztosítson a külső támadások és parasztfelkelések ellen. Végső pusztulása a 6. században következett be, amikor az avarok megtámadták a várost. A szétrombolt vár maradványait 1960-ban tárták fel.
Az avarok támadásait követően a város majdnem teljesen elpusztul, kis halászfalu marad belőle, a 11. században bizánci uralom alá kerül, akárcsak egész Dobrudzsa. 1225-ben a települést a tatárok felégették, és egy kolóniát hoztak létre, ahol főleg ló és juh tenyésztésével foglalkoztak valamint a megmaradt kis számú görög halászokkal kereskedtek.
A 16. század elején mint az Oszmán Birodalom egyik új városát említik. Ebből az időből való az Eszmehán szultána-mecset, melyet 1525-ben nyitottak meg, s Románia legrégebbi máig is működő muzulmán imaháza. 1593-as útleírásokban jelenik először törökül Mankalya néven.
1878-ban Románia uralma alá került, és a nagy számban betelepített román lakosságnak köszönhetően az alig 1000-1500 lakosú település 10 000-es lélekszámú várossá nőtte ki magát. A második világháborút követően néhány évig katonai övezetté vált, az idegenforgalom teljes megszüntetésével. De 1954-től a kommunista vezetés újból engedélyezte a turizmus beindítását, az ezt követő két évtizedben sorban nyitották meg kapuikat az üdülőtelepek Mangalia körül: Jupiter, Olimp, Neptun, Saturn, Venus és Cap Aurora.
| Pártok a 2008-as választásokon | Tanácsosok száma |
| ------------------------------ | ---------------- |
| Szociáldemokrata Párt          | 5                |
| Demokrata Liberális Párt       | 5                |
| Nemzeti Liberális Párt         | 4                |
| Konzervatív Párt               | 2                |
| Demokratikus Erő               | 2                |
| Nagy-Románia Párt              | 1                |

## Látnivalók

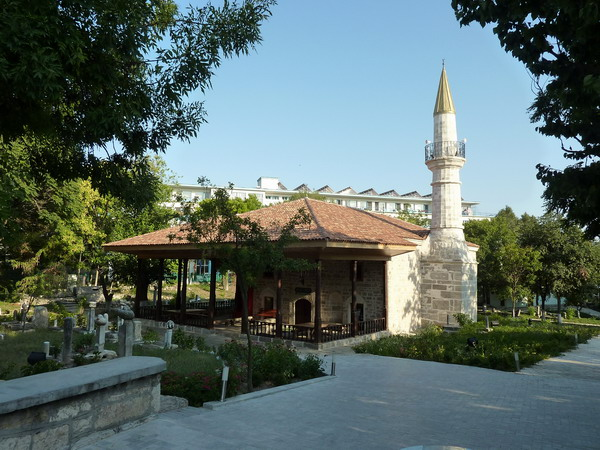
Eszmehán szultána-mecset

- Esmahan szultán mecset. Románia legrégebbi török mecsete, 1575-ben alapították, körülötte egy több mint háromszáz éves muzulmán temető található. II. Szelim oszmán szultán lánya, Szokoli Mehmed pasa felesége, Esmahan építette. A hozzá való köveket Callatis egykori várfalaiból hordták össze, a dzsámi udvarán található kutat pedig egy római kori síremlékből építették. 2008-ban az épületet és a temetőt is felújították.
- Movile-barlang. 1986-ban feltárt barlang a város közelében, ahol a világon egyedülálló ökoszisztéma alakult ki, köszönhetően annak hogy mintegy 5,5 millió évig teljesen el volt zárva a külvilágtól.
- Kikötő. Európai uniós forrásokból újították fel. A midiai kikötővel együtt a konstancai kikötő mellékkikötőjének számít.
- Lóversenypálya
- „Callatis” Régészeti Múzeum
- Az ókori Kallatis városfalainak maradványai
- Tengerészeti Múzeum
- Hősök emlékműve. 1998-ban avatták fel.
- Görög temető
- Tengerparti strand
- Városi gyógyfürdő. vize 25-28 °C-os
- Labdarúgó-stadion. 1960-ban épült

## Lakossága
| 1912 | 1930 | 1948 | 1956 | 1966   | 1977   | 1992   | 2002   |
| 1929 | 2764 | 4547 | 4792 | 12 674 | 27 129 | 43 960 | 40 150 |

A nemzetiségi megoszlás a következő:
| 2002                        | 2002   | 2002   |
| --------------------------- | ------ | ------ |
| Románok                     | 36220  | 90,21% |
| Törökök                     | 1709   | 4,25%  |
| Tatárok                     | 1415   | 3,52%  |
| Romák                       | 339    | 0,84%  |
| Lipovánok                   | 191    | 0,47%  |
| Magyarok                    | 186    | 0,46%  |
| Ukránok                     | 18     | 0,04%  |
| Németek                     | 15     | 0,03%  |
| Görögök                     | 10     | 0,02%  |
| Örmények                    | 6      | 0,01%  |
| Egyéb vagy nem nyilatkozott | 41     | 0,08%  |
| Összesen                    | 40.150 | 100,0% |

## Éghajlata
| Hónap                         | Jan. | Feb. | Már. | Ápr. | Máj. | Jún. | Júl. | Aug. | Szep. | Okt. | Nov. | Dec. | Év   |
| ----------------------------- | ---- | ---- | ---- | ---- | ---- | ---- | ---- | ---- | ----- | ---- | ---- | ---- | ---- |
| Átlagos max. hőmérséklet (°C) | 4,0  | 4,0  | 7,0  | 12,0 | 17,0 | 22,0 | 24,0 | 24,0 | 21,0  | 16,0 | 10,0 | 6,0  | 14,0 |
| Átlaghőmérséklet (°C)         | 1,0  | 2,0  | 5,0  | 10,0 | 15,0 | 19,0 | 21,0 | 21,0 | 18,0  | 13,0 | 7,0  | 3,0  | 11,3 |
| Átlagos min. hőmérséklet (°C) | −1,0 | 0,0  | 2,0  | 6,0  | 11,0 | 16,0 | 17,0 | 17,0 | 14,0  | 9,0  | 4,0  | 1,0  | 8,0  |
| Forrás: Weatherbase.com       |      |      |      |      |      |      |      |      |       |      |      |      |      |

## Híres emberek
- Elena Alexandra Apostoleanu művésznevén Inna (Mangalia, 1986. október 16. –) énekesnő.
- Denis Alibec (Mangalia, 1991. január 5. –) labdarúgó, az FC Internazionale Milano tulajdonában lévő csatár.

## Testvérvárosok
- Greenport, Amerikai Egyesült Államok
- Laurium, Görögország